# Marvel Zombies 3
Marvel Ƶombies III (En España Titulado Marvel Zombis 3: Carne y Metal) es una serie de Historietas estadounidense publicado por Marvel Comics, entre 2008 y 2009. Es la secuela de Marvel Zombies y Marvel Zombies 2. La serie consta de cuatro números escritos por Fred Van Lente, con la colaboración en los dibujos Kev Walker.

## Sinopsis
La plaga zombie llega a la Tierra-616 en el universo Marvel. Entrando por una conexión de realidades alternas. En el sitio los miembros de la iniciativa, Siegel (un Cyborg), Jennifer Kale (una Hechicera), Wundarr (el Aquariano) y el Conquistador (un soldado de los tiempos de la conquista española que tomo el agua de la eterna juventud), investigan los recientes ataques reportados; ellos ven a lo lejos un grupo de personas caídas cerca a una cabaña, el líder del grupo, Siegel, se acerca a una de las personas caídas para ayudarlo, pero tal es su asombro al darse cuenta de que se trata de un humano zombificado quien lo muerde en el cuello. Un grupo de zombis salen atacando a los héroes matando al Conquistador. Cuando parece que los dos sobrevivientes del grupo han destruido a todos los zombis aparece Deadpool Zombificado, el cual hiere a Kale y muerde a Wundarr, Kale mata a Deadpool arrojándolo a las hélices de una lancha. Para evitar la infección Wundarr se pone en un estado de hibernación, haciendo que alrededor de él se forme como una especie de capullo. Cuando parece todo terminado, Siegel zombificado se arrastra por el suelo buscando devorar a Jennifer, ella está en un estado de shock al ver a su compañero convertido en un zombie y no atina a destruirlo. Finalmente ella se salva porque el ordenador interno de Siegel detecta el virus, autodestruyéndose y alertando A.R.M.O.R.

## Argumento
El Hombre Máquina y Jocasta aceptan una misión de A.R.M.O.R. para viajar al universo de Marvel para encontrar el ADN de un humano no infectado; el portal los transporta al mundo zombie. Es revelado que Michael Morbius, uno de los científicos que trabajan con A.R.M.O.R., es en realidad uno de los zombis que se ha sustituido por el verdadero Morbius, ocultándose en secreto. El zombi Morbius es parte de una conspiración muy grande que amenaza al Universo Marvel o como Morbius regocijadamente dice "Para extender el evangelio", repitiendo el sentir hecho anteriormente por el zombificado Reed Richards en Marvel Zombies: Dead Days, de iniciar tal plan de Zombificar todo el Multiverso.
Aaron y Jocasta son teletransportados a Nueva Wakanda en el zombieverso, pero son atacados por los zombis Falcon, Ángel, Beak, y The Vulture.
El Hombre Máquina sin embargo, hace un rápido trabajo contra los enemigos derrotándolos fácilmente. En otra parte más dos súper bandidos zombis devuelven las latas de alimento (y la comida para gatos) de áreas remotas para rendir homenaje a un Kingpin zombi. Jocasta se repara del daño que ella sostuvo durante la lucha por Aaron. Ellos encuentran lo que piensan son los últimos vestigios de humanidad en el zombieverso, pero la gente son de hecho clones, generados por los recursos de La Piedra Angular, y usados como un bufete, para los zombis Inhumanos. Kingpin, al que fue disparado y Asesinado por Punisher antes.
El Hombre Máquina observa la matanza y Jocasta tropieza sobre la esposa de Wilson Fisk, que no ha sido afectada por la Plaga Zombi. Ella dice a los dos que La Piedra Angular la mantiene en su caja fuerte, y que los ofrecimientos de alimentos a Kingpin eran para ella. Ella permite a Jocasta conseguir una muestra de sangre, pero decide quedarse para estar con su marido, y los dos comienzan a volver a la zona de inserción.
Mirando a los muertos y los cuerpos muriendo en un hoyo, el Hombre Máquina momentáneamente los visualiza como robots. La identificación de la matanza como el modo que él ve a la gente tratar como una forma de vida artificial, él se separa de Jocasta, entra en el modo de batalla y ataca a los zombis. El zombi Dr. Extraño aparece, habiendo sobrevivido la defensa de Magneto cuando él fue aplastado bajo un montón de autos. Extraño utiliza su capacidad de ver en otras dimensiones y ve las operaciones de A.R.M.O.R. sobre la Tierra 616, con el Hombre Máquina. Kingpin explica que Morbius es en realidad de su universo y trabaja como un agente doble, que ha secuestrado al Morbius de la Tierra 616 y usado a Deadpool para crear una distracción.
Él revela sus proyectos verdaderos en los cuales su Morbius inoculará los superhéroes de la Tierra-616, pero en realidad los infectará con el ADN que Jocasta obtiene. Mientras tanto, de vuelta en A.R.M.O.R., un miembro femenino del equipo encuentra al Verdadero Morbius cautivo justo antes de que la versión infectada la atacara. De vuelta al Zombieverso, El Hombre Máquina sigue luchando y rápidamente para masacrar al infectado Capitán Mexica (una versión del Capitán América proveniente de una realidad alterna en la cual los aztecas conquistan al Mundo) trata de atacar pero él es derrotado rápidamente. El Hombre de Máquina se escapa con su motocicleta, así como varios de los superhéroes zombificados y bandidos lo persiguen después.
Mientras tanto, el agente de A.R.M.O.R. que debe recoger Jocasta y el Hombre Máquina vuelve, sólo encontrando a Jocasta y ellos están a punto de volver. El Hombre Máquina, mucho peor, casi habiéndose destruido completamente cuando la motocicleta de Ghost Rider explota en la batalla, intenta llamarla.
Jocasta y Portal logran volver a A.R.M.O.R., no sabiendo que ya se había sido tomada por los zombis. Cuando Jocasta va a dar la muestra a Morbius, ella encuentra su versión de zombi que come varios cuerpos. Portal le pide proteger las bahías teleportadoras y asegurarse que los zombis no las usen para escaparse; lamentablemente, un zombi fue capaz de tener acceso al teleportador a una ubicación arbitraria.
Más tarde, en el Zombiverso, vemos que un grupo de zombis ha encontrado al Hombre Máquina y como ellos están a punto de destruirlo, se revela que sus restos son en realidad un holograma, y que él está intacto y mata el grupo de zombi, dejando sólo la versión de zombi de Lockjaw, a quien Hombre Máquina usa para teleportarse de vuelta a A.R.M.O.R., donde él rápidamente se encarga de los zombis de allí, pero es atrapado por el zombi Morbius, que al final es muerto por el Morbius 616. El dúo es reunido por Jocasta y Portal. Jocasta y el Hombre Máquina se reconcilian y se besan. Todo esto está siendo mirado por el zombi Rayo Negro, que declara es lo mejor. Conversando un poco demasiado para el gusto de Kingpin. Un zombie Dr. Extraño informa en su propia lengua al Black Bolt, que él recuerda una última ortografía con la necrosis que pudre su cerebro. Entonces llueve maná del cielo. Black Bolt declara que esto no es la carne pero ellos pueden alimentarse de ello, pero es demasiado tarde, Kingpin ya se ha comido a su esposa, declarando que él come cuando lo alteran.
Pero es declarado al final que no está terminado, primero Jocasta y el Hombre Máquina han sido convocados por S.H.I.E.L.D., posiblemente para el principio de la invasión secreta, entonces es revelado que alguien usó el teleportador para abandonar la base. Morbius se ofrece para formar y conducir un equipo para tratar con esto. El director acepta su oferta y le pregunta quién son los miembros del equipo. Morbius entonces declara que su antiguo grupo, Midnight Sons, deben volver y se les presenta a Ghost Rider.